# Panstenon oxylus
Panstenon oxylus är en stekelart som först beskrevs av Walker 1839.  Panstenon oxylus ingår i släktet Panstenon och familjen puppglanssteklar. Arten är reproducerande i Sverige. Inga underarter finns listade i Catalogue of Life.